# Force exécutoire du jugement
Pour les articles homonymes, voir Force exécutoire (homonymie).
La force exécutoire est un effet légal attaché à une décision de justice, qu'elle soit juridictionnelle ou gracieuse, à un acte notarié ou à certains actes de l'Administration, qui permet de faire procéder à une saisie contre un débiteur ou d'expulser l'occupant d'un local, en recourant au besoin à la force publique.

## En droit québécois
En droit québécois, la force exécutoire du jugement est notamment décrite à l'article 656 du Code de procédure civile du Québec.